# Casa Llovereta
Casa Llovereta és un monument del municipi del Pla de Santa Maria protegit com a bé cultural d'interès local.

## Descripció
Habitatge entre mitgeres. Façana molt modificada en la planta baixa i el primer pis. De la planta baixa es conserva la porta original d'arc escarser formada per carreus regulars de pedra. Al primer pis hi ha tres finestres i, a més, dues obertures modificades en tribuna i balcó. Les golfes presenten set finestres d'arc de mig punt, al costat de les quals es troben dues finestres irregulars. El ràfec apareix molt sobresortint i està format per teules i un conducte per al desguàs. És de gran interès el treball i d'esgrafiats encara existents, així com la policromia en el resseguiment de les finestres del 1r pis.

## Història
La casa forma part d'un conjunt armònic d'edificis de característiques similars emplaçats tots ells al llarg del carrer Major. Tots ells es singularitzen de la resta de cases de la vila tant per la seva antiguitat (que ha estat impossible de precisar amb exactitud) com pel seu caràcter noble.